# Skotína (Piérie)
Skotína, en grec moderne : Σκοτίνα, est un village du dème de Díon-Ólympos, de Macédoine-Centrale en Grèce.
Selon le recensement de 2011, la population du village s'élève à 883 habitants.